# Плованія
Плованія (хорв. Plovanija) — населений пункт у Хорватії, в Істрійській жупанії у складі міста Бує.

## Населення
Населення за даними перепису 2011 року становило 248 осіб.
Динаміка чисельності населення поселення:

## Клімат
Середня річна температура становить 13,41 °C, середня максимальна – 26,79 °C, а середня мінімальна – -0,86 °C. Середня річна кількість опадів – 1016 мм.
| Клімат поселення                              | Клімат поселення | Клімат поселення | Клімат поселення | Клімат поселення | Клімат поселення | Клімат поселення | Клімат поселення | Клімат поселення | Клімат поселення | Клімат поселення | Клімат поселення | Клімат поселення | Клімат поселення |
| Показник                                      | Січ.             | Лют.             | Бер.             | Квіт.            | Трав.            | Черв.            | Лип.             | Серп.            | Вер.             | Жовт.            | Лист.            | Груд.            |                  |
| Середній максимум, °C                         | 9,64             | 10,50            | 13,80            | 17,19            | 22,31            | 26,16            | 26,79            | 26,56            | 22,06            | 17,33            | 12,29            | 8,90             |                  |
| Середня температура, °C                       | 4,39             | 5,26             | 8,56             | 11,95            | 17,06            | 20,91            | 23,27            | 23,03            | 18,55            | 13,82            | 8,76             | 5,38             |                  |
| Середній мінімум, °C                          | −0,86            | 0,01             | 3,32             | 6,70             | 11,82            | 15,67            | 19,76            | 19,52            | 15,02            | 10,30            | 5,24             | 1,86             |                  |
| Норма опадів, мм                              | 69               | 56               | 70               | 82               | 79               | 92               | 63               | 88               | 105              | 115              | 108              | 89               |                  |
| Середньомісячна швидкість вітру, м/с          | 2.14             | 2.40             | 2.46             | 2.49             | 2.26             | 2.16             | 2.14             | 2.11             | 2.14             | 2.37             | 2.40             | 2.28             |                  |
| Середньомісячна сонячна радіація, кДж/м²·день | 4403             | 7400             | 10696            | 15140            | 19313            | 21094            | 21894            | 18856            | 13873            | 8935             | 4860             | 3710             |                  |
| --------------------------------------------- | ---------------- | ---------------- | ---------------- | ---------------- | ---------------- | ---------------- | ---------------- | ---------------- | ---------------- | ---------------- | ---------------- | ---------------- | ---------------- |
| Джерело:                                      |                  |                  |                  |                  |                  |                  |                  |                  |                  |                  |                  |                  |                  |